# Cornelia Meixner

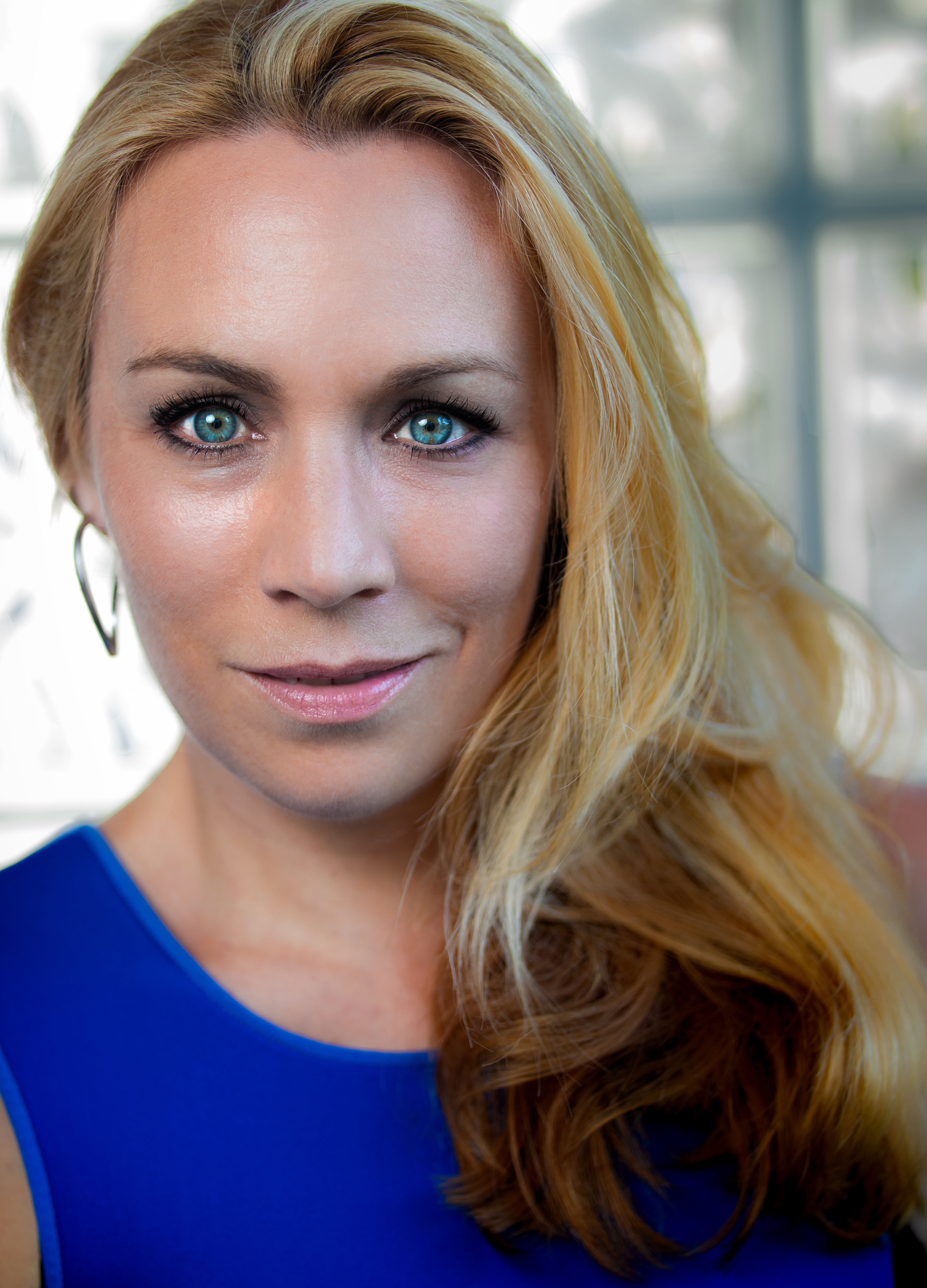
Cornelia Meixner (2017)

Cornelia Meixner (* 8. Mai 1976 in Wien) ist eine österreichische Musicaldarstellerin, Schauspielerin und Kabarettistin.

## Leben
Cornelia Meixner maturierte 1994 am Gymnasium Ödenburgerstraße in Wien. Im Anschluss studierte sie an der Pädagogischen Akademie in Strebersdorf (Wien) und legte die Lehramtsprüfung an Volksschulen 1997 ab. 2007 bis 2010 studierte sie am Konservatorium für Schauspiel, Tanz und Gesang unter anderem bei Luzia Nistler und Maya Hakvoort. Die Bühnenreifeprüfung vor der paritätischen Kommission erfolgte im Juni 2009. Ab März 2010 nahm sie zusätzlichen Gesangsunterricht bei Claudia Lackner und Tina Schöltzke sowie ab Juli 2017 bei Shlomit Butbul. Meixner entwickelte 2011 das Konzept „musical goes school“. Kindern und Jugendlichen wird hierbei der kostenfreie oder besonders günstige Besuch der Generalprobe ihrer Shows und Stücke ermöglicht. 2014 rief sie das Festival „Showfrühling Langenzersdorf“ erstmals ins Leben. Ein Schwerpunkt bildete die Einbindung von Vereinen und Personen aus dem Ort in die Produktion.
Cornelia Meixner ist verheiratet, lebt in Langenzersdorf bei Wien und hat zwei Söhne und eine Tochter.

## Künstlerische Tätigkeiten
- Seit 2021: „Sommerklang Langenzersdorf“, Open-Air-Festival, künstlerische und organisatorische Gesamtleitung, Moderation
- 2017: Kulturherbst Floridsdorf: „Udo – was wirklich zählt“, Hommage an Udo Jürgens, Moderation und künstlerische Leitung[2]
- 2016: Kulturherbst Floridsdorf: „Liebe, Tod und Schokolade“, künstlerische Leitung[3]
- 2016: Präsentation von Sound of Teachers, Moderation und Leitung
- 2015: Benefiz Silvestergala für „Global Family“ im Falkensteiner Resort, mit Gitta Saxx, Reinhard Nowak, Jack Nuri
- 2015: Kulturherbst Floridsdorf: „We are Austria – Ein Treffen im Café Austropop“, Neuinszenierung, mit Wilfried, Rolle der „Stella“ und künstlerische Leitung
- 2015: Showfrühling Langenzersdorf: „We are Austria – Ein Treffen im Café Austropop“, mit Boris Bukowski,  Rolle der „Rosi“ und Intendanz[4][5][6]
- 2014: Kulturherbst Floridsdorf: „Mixed Musical Memories“, Solistin und künstlerische Leitung
- 2014: Showfrühling Langenzersdorf: „Im weißen Rössl“, Rolle der „Josepha Vogelhuber“ und Intendanz, Regie: Peter Widholz, Premiere am 18. Juni 2014, Langenzersdorf[7]
- 2014: Wien Tag & Nacht, Reality-Soap, ATV, Rolle: „Vamp Silvia“
- 2012–2013: Piratenfunk Franz Ferdinand, Rolle „Frau Direktorin“, ORF-Serie, Buch: Thomas Brezina, Regie: Irfan Rehmann
- 2011: Viennasty, Episodenfilm, Rollen: „Die einfühlsame Geschäftsfrau“, „Angelika“, Regie: Sara Olivka
- 2011: Dialogues des Carmélites, im Tanzensemble, Theater an der Wien
- 2010: Evita, Rolle: „Geliebte“, Frankenfestspiele Röttingen, Regie: Reinwald Kranner[8][9]

## Publikationen
- 2017: Roter Teppich, tragikomischer Beitrag in Kursbuch Kindesunterhalt – Armut per Gesetz, Herausgeberin: Maria Stern, Mandelbaum Verlag